# 科特柳 (阿拉巴馬州)
科特柳（英語：Cortelyou）是位於美國阿拉巴馬州華盛頓縣的一個非建制地區。該地的面積和人口皆未知。

## 地理
科特柳的座標為31°25′25″N 88°00′30″W / 31.42361°N 88.00833°W，而該地的平均海拔高度為18米（即59英尺）。